# Omar Shafik Hammami
Omar Shafik Hammami (en arabe : عمر شفيق همّامي), né le 6 mai 1984 à Daphne en Alabama et mort le 12 septembre 2013 (à 29 ans) dans les environs de Dinsoor en Somalie, est un islamiste et djihadiste américain, membre du groupe somalien Al-Shabbaab, ayant prêté allégeance à Al-Qaïda, dont il était l'un des propagandistes et des recruteurs. Son nom figurait parmi les terroristes les plus recherchés par le FBI (Most Wanted Terrorists) à partir de novembre 2012, qui offrait une prime de cinq millions de dollars pour sa capture. Il est tué le 12 septembre 2013, lors d'affrontements avec les milices shebab, à la suite de disputes et de divergences d'opinion. Désigné sous le nom de guerre d'Abou Mansour al-Amriki, il était l'un des combattants étrangers les plus connus en Somalie.

## Biographie
Il naît en Alabama, d'une mère de confession baptiste, originaire d'Irlande et d'un père syrien, de confession musulmane. Initialement élevés dans le culte baptiste, les enfants de la famille de Debra et Shafik observent chez eux des coutumes propres à la culture islamique. Trouvant son père trop strict, Dena, la sœur aînée d'Omar, quitte le foyer familial à 16 ans pour aller vivre avec des amis. 
Adolescent, le jeune Omar partage son temps entre sa passion du football et les jeux vidéo, aimant lire Shakespeare et écouter Kurt Cobain. Il est un élève brillant, sociable et populaire, élu délégué de classe lors de sa deuxième année au lycée de Daphne, ambitionnant de devenir chirurgien. Ses camarades remarquent son charisme et son leadership naturels. 
Il s'intéresse à la religion paternelle et finalement, se tourne résolument vers l'islam après une période de quête spirituelle. Devenu étudiant à l'université du Sud de l'Alabama à Mobile, il adhère à l'association des étudiants musulmans (en) dont il devient le président de la section localeet tombe sous l'influence de Tony Salvatore Sylvester, un américain converti à l'islam radical, qui le fait peu à peu basculer dans le salafisme. Ses nouvelles positions idéologiques engendrent des conflits avec son père, qui le poussent à quitter le foyer familial en 2002. Peu après, Omar abandonne ses études. 
Avec Bernie Culveyhouse, son meilleur ami converti à l'islam, Hammami quitte Mobile pour aller s'établir au Canada, à Toronto. En mars 2005, Omar épouse une immigrante originaire de Somalie, Sadiyo Mohamed Abdille, âgée de 19 ans. C'est à cette époque qu'il envisage de devenir djihadiste, motivé par l'invasion américaine de l'Irak, mais aussi par le conflit tchétchène. 
En juin 2005, toujours accompagné de Culveyhouse, il déménage avec sa famille à Alexandrie en Égypte où naît sa fille. Puis, il se rend au Caire, avec le projet d'étudier à la prestigieuse université islamique d'al-Azhar. Cependant, sa candidature est rejetée, de même que celle de Culveyhouse, qui décide de rentrer aux États-Unis avec sa famille.
En 2006, âgé de 22 ans, Omar quitte le Caire pour gagner la Somalie, en proie depuis 1991 à une terrible et interminable guerre civile. Il approche et rejoint les rangs des milices islamistes Al-Shabbaab, qui gagnent du terrain en profitant du désordre politique. Il s'éloigne de sa femme, qui rentre avec sa fille à Toronto, et qui, après avoir refusé de le rejoindre en Somalie, obtient le divorce en 2007. La même année, il accorde sa première interview à Al-Jazeera, se présentant sous le nom de guerre d'Abou Mansour al-Amriki. Ses compétences en informatique, son sens de l'organisation et sa maîtrise de l'arabe, retiennent l'attention des cadres d'Al-Shabbaab qui lui confient peu à peu des responsabilités et le commandement d'unités de combattants. En octobre 2008, il est soupçonné d'avoir planifié une attaque-suicide orchestrée par Shirwa Ahmed (en), le premier islamiste américain (d'origine somalienne) à périr dans un attentat suicide.
Omar Hammami est surtout connu pour être l'un des propagandistes les plus actifs au sein des shebab, recrutant par le biais de morceaux de rap, diffusés en anglais sur internet. Pourtant, à partir de 2011, le mouvement islamiste encaisse une série de revers face à l'offensive des forces gouvernementales somaliennes, soutenues et renforcées par la mission de l'Union africaine en Somalie et l'armée kényane. La perte de commandants militaires recherchés par le FBI, comme Saleh Ali Saleh Nabhan ou Fazul Abdullah Mohammed, chef présumé d'Al-Qaïda dans la Corne de l'Afrique depuis 2009, sont autant de coups durs. Hammami se brouille avec l'émir suprême du groupe Al-Shabbaab, Moktar Ali Zubeyr, qu'il accuse notamment d'avoir trahi Fazul Abdullah Mohammed. Sa disgrâce commence auprès des leaders du mouvement qui prennent leurs distances avec lui, le considérant désormais comme un fauteur de troubles au sein du groupe. Traqué par ses anciens compagnons d'armes, Hammami se cache avec d'autres dissidents, tout en continuant à faire parler de lui sur internet par le biais de son compte Twitter.
Les premières rumeurs circulent concernant son décès, mais toutes sont démenties, comme en juillet 2011, lorsque le Suna Times rapporte qu'Hammami pourrait avoir été tué dans l'attaque d'un drone. Ce dernier dément l'annonce de son décès en mars 2012. Il affirme toutefois que sa vie est en danger et qu'il fait l'objet de menaces qu'il attribue aux Shabaab. En novembre 2012, le FBI place Omar Hammami sur la liste des terroristes les plus recherchés (en).

## Décès
Le 9 mai 2013, un militant d'Al-Shabbaab annonce le décès d'Omar, mais cette annonce est démentie lorsque celui-ci apparaît dans une interview accordée à Voice of America, le 3 septembre 2013. Quelques jours plus tard, le 12 septembre, des rapports indiquent que le djihadiste américain est mort près de Dinsoor, au sud-est de Mogadiscio, à la suite d'un violent affrontement avec ses ex-compagnons d'armes d'Al-Shabbaab, dans le contexte de purges orchestrées par les leaders du groupe contre leurs opposants. Son décès est finalement confirmé lorsque le FBI retire son nom de sa liste en novembre 2013. Un autre militant étranger du nom d'Osama al-Britani est également tué dans l'attaque.